# Duró József
Duró József (Berettyóújfalu, 1966. július 26. – 2022. május 22.(k. n.)) válogatott magyar labdarúgó, középpályás, edző.

## Pályafutása

### Klubcsapatokban
1985-ben a Debreceni MVSC csapatában mutatkozott be az élvonalban. 1988-ban igazolt a Vasashoz, ahol három idényt töltött. Az 1991–92-es szezonban a Siófoki Bányász labdarúgója volt. 1992 és 1996 között a Kispest Honvéd csapatában szerepelt, és első idényben tagja volt a bajnokságot nyert csapatnak. 1996-ban az izraeli Bné Jehuda együtteshez szerződött, ahonnan egy idény után hazatért. Pályafutását a BVSC csapatánál folytatta, majd 2000 és 2002 között három szezont a Dorogi FC-nél töltött, mielőtt befejezte volna az aktív játékot.

### A válogatottban
1990 és 1995 között 21 alkalommal szerepelt a válogatottban.

### Edzőként
2003-ban a Kispest Honvéd vezetőedzője volt. 2009-ben visszatért Dorogra, ahol 2011. januárig volt a dorogi csapat vezetőedzője.
2011. augusztus 1-jétől a Vecsési FC másodedzője, majd augusztus 30-tól, Détári távozása után a Vecsés FC vezetőedzője. 2012-ben, a szezon vége felé menesztették Vecsésről.

## Sikerei, díjai
Kispest Honvéd
- Magyar bajnokság
  -  bajnok: 1992–93

## Statisztika

### Mérkőzései a válogatottban
| Magyarország | Magyarország         | Magyarország                     | Magyarország     | Magyarország | Magyarország     | Magyarország | Magyarország | Magyarország |
| #            | Dátum                | Helyszín                         | Hazai            | Eredmény     | Vendég           | Kiírás       | Gólok        | Esemény      |
| ------------ | -------------------- | -------------------------------- | ---------------- | ------------ | ---------------- | ------------ | ------------ | ------------ |
| 1.           | 1990. március 20.    | Budapest, Üllői úti Stadion      | Magyarország     | 2 – 0        | Egyesült Államok | barátságos   | -            |              |
| 2.           | 1990. március 28.    | Budapest, Népstadion             | Magyarország     | 1 – 3        | Franciaország    | barátságos   | -            | 62'          |
| 3.           | 1990. április 11.    | Salzburg, Lehen Stadion          | Ausztria         | 3 – 0        | Magyarország     | barátságos   | -            | 82'          |
| 4.           | 1990. június 2.      | Budapest, Fáy utcai Stadion      | Magyarország     | 3 – 1        | Kolumbia         | barátságos   | -            | 69'          |
| 5.           | 1991. január 17.     | Chandrasekharah, Nair Stadion    | India            | 1 – 2        | Magyarország     | Nehru-kupa   | -            |              |
| 6.           | 1991. február 19.    | Rosario, Central Stadion         | Argentína        | 2 – 0        | Magyarország     | barátságos   | -            | 83'          |
| 7.           | 1991. szeptember 25. | Moszkva, Luzsnyiki Stadion       | Szovjetunió      | 2 – 2        | Magyarország     | Eb-selejtező | -            | 41'          |
| 8.           | 1991. október 9.     | Székesfehérvár, Sóstói Stadion   | Magyarország     | 0 – 2        | Belgium          | barátságos   | -            | 46'          |
| 9.           | 1991. október 30.    | Szombathely, Rohonci úti stadion | Magyarország     | 0 – 0        | Norvégia         | Eb-selejtező | -            |              |
| 10.          | 1992. szeptember 23. | Budapest, Üllői úti Stadion      | Magyarország     | 0 – 0        | Izrael           | barátságos   | -            | 46'          |
| 11.          | 1993. március 7.     | Fukuoka, Hakatanomori Stadion    | Japán            | 0 – 1        | Magyarország     | Kirin-kupa   | -            |              |
| 12.          | 1993. március 10.    | Nagoja, Mizuho Stadion (JPN)     | Egyesült Államok | 0 – 0        | Magyarország     | Kirin-kupa   | -            |              |
| 13.          | 1993. március 31.    | Budapest, Népstadion             | Magyarország     | 0 – 1        | Görögország      | vb-selejtező | -            |              |
| 14.          | 1993. április 15.    | Budapest, Népstadion             | Magyarország     | 0 – 2        | Svédország       | barátságos   | -            |              |
| 15.          | 1993. április 28.    | Moszkva, Luzsnyiki Stadion       | Oroszország      | 3 – 0        | Magyarország     | vb-selejtező | -            | 76'          |
| 16.          | 1994. május 4.       | Krakkó                           | Lengyelország    | 3 – 2        | Magyarország     | barátságos   | -            | 79'          |
| 17.          | 1994. szeptember 7.  | Budapest, Népstadion             | Magyarország     | 2 – 2        | Törökország      | Eb-selejtező | -            | 62'          |
| 18.          | 1994. október 12.    | Budapest, Népstadion             | Magyarország     | 0 – 0        | Németország      | barátságos   | -            | 46'          |
| 19.          | 1994. november 16.   | Stockholm, Råsunda Stadion       | Svédország       | 2 – 0        | Magyarország     | Eb-selejtező | -            | 76'          |
| 20.          | 1994. december 14.   | Mexikóváros, Azték-stadion       | Mexikó           | 5 – 1        | Magyarország     | barátságos   | -            | 84'          |
| 21.          | 1995. november 11.   | Budapest, Fáy utcai Stadion      | Magyarország     | 1 – 0        | Izland           | Eb-selejtező | -            |              |
|              | Összesen             |                                  |                  | 21           | mérkőzés         |              | 0            | gól          |